# Rectarcturus titaniae
Rectarcturus titaniae is een pissebed uit de familie Rectarcturidae. De wetenschappelijke naam van de soort is voor het eerst geldig gepubliceerd in 1995 door Oleg Grigor'evich Kussakin & Galina S. Vasina.